# Språk i Tyskland

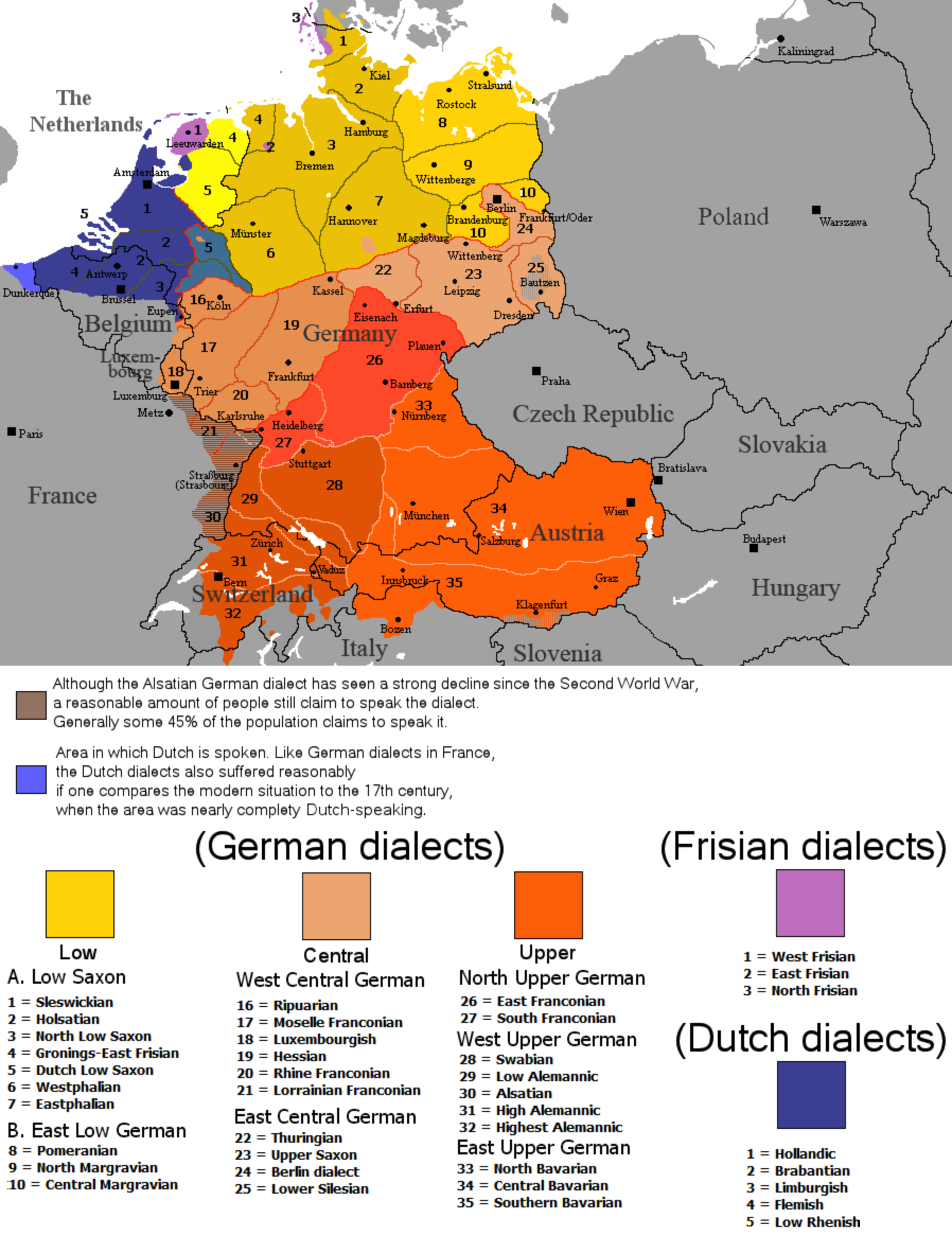
Karta över tyska dialekter. Frisiska i violett och nederländska i blått.

Tyskland är ett relativt homogent land där tyska språkets ställning är stark. Enligt Ethnologue talas det dock 28 olika språk i landet.

## Tyska och tyskt teckenspråk
År 2014 talades tyska av 95 % landets befolkning som första språk. Det är också landets enda officiella språk. Tyska språket talas också i andra länder som Österrike och Schweiz. Där används dock en annorlunda standard för tyska. Det tysktalande området i Tyskland, Schweiz och Österrike kallas också för Deutsche Sprachraum ("tyska språkrummet").

Ett tyskt tangentbord

Det tyska språket indelas i många olika dialekter som är en relativt stor del av människors lokala kulturhistoria. Det finns 16 olika huvudsakliga dialekter, det vill säga en dialekt för ett förbundsland som sedan delas in i ännu fler lokala dialekter.. De tyska dialekterna i Tyskland indelas i två grupper enligt den så kallade högtyska ljudskiftet: högtyska och plattyska dialekter. Alla dessa ljudskiften skedde i de högtyska dialekterna, men inte alla finns i dagens standardspråk. Skillnader, som härstammade från dessa ljudskiften, ledde till exempel till att en person från Hamburg inte kunde förstå en person från München. Standardspråkets uttal baserar sig på Hannovers dialekt.. Av dessa kan bland annat bayerska räknas som ett självständigt språk.
Det tyska teckenspråket används av cirka 80 000 personer.

## Andra språk
Romani, danska, frisiska och sorbiska är minoritetsspråk som har en lång etablerad historia i Tyskland. Inget av språken talas av mer än 1 %. Sorbiskan talas av 60 000 personer, danska av 50 000, frisiska högst 10 000. Romani talas av cirka 150 000 personer, varav nästan alla är tvåspråkiga. Dessa fyra har också erkänts som Tysklands officiella minoritetsspråk sedan 1992. Tyskland var bland de första länder i Europa som gjorde detta.
I 63 % av hushåll där åtminstone en person har invandrarbakgrund, var tyska det mest talade språket enligt statistiken år 2018. De mest talade språken bland invandrarna är turkiska, ryska, polska och arabiska.